# Tokarev. Zabójca z przeszłości
Tokarev. Zabójca z przeszłości (ang. Rage) – amerykańsko-francuski film sensacyjny z 2014 roku w reżyserii Paco Cabezasa, wyprodukowany przez wytwórnię Image Entertainment. Główną rolę w filmie zagrał Nicolas Cage.
Premiera filmu odbyła się 9 maja 2014 w Stanach Zjednoczonych. Osiem miesięcy później, 7 stycznia 2015, film pojawił się we Francji na DVD.

## Fabuła
Były gangster Paul Maguire (Nicolas Cage) zrywa z przestępczym fachem. Dzięki milionom dolarów, które ukradł bossom rosyjskiej mafii, jest w stanie zapewnić godne życie sobie i swoim bliskim. Pewnego dnia jego córka Caitlin zostaje uprowadzona i zamordowana. Maguire podejrzewa, że jej śmierć ma związek z defraudacją, która doprowadziła do krwawej wojny gangów. Z pomocą dawnych kolegów mężczyzna postanawia odnaleźć i zlikwidować zabójców Caitlin.

## Obsada
- Nicolas Cage jako Paul Maguire
- Rachel Nichols jako Vanessa
- Peter Stormare jako Frances "Frank" O’Connell
- Danny Glover jako detektyw Peter St. John
- Max Ryan jako Kane
- Michael McGrady jako Danny Doherty
- Judd Lormand jako pan White
- Max Fowler jako Mike
- Pasha D. Lychnikoff jako Chernov
- Ron Goleman jako detektyw Hanson
- Aubrey Peeples jako Caitlin Maguire

## Produkcja
Zdjęcia do filmu kręcono w Mobile w stanie Alabama, a okres zdjęciowy trwał od 8 czerwca do 17 lipca 2013 roku.

## Odbiór
Film Tokarev. Zabójca z przeszłości spotkał się z negatywną reakcją krytyków. Agregujący recenzje filmowe serwis Rotten Tomatoes, w oparciu o trzydzieści dziewięć omówień, okazał obrazowi 13-procentowe wsparcie (średnia ocena wyniosła 3,1 na 10). Na portalu Metacritic średnia ocen z 17 recenzji wyniosła 28 punktów na 100.